# Jamiro Monteiro
Jamiro Gregory Monteiro Alvarenga (ur. 23 listopada 1993 w Rotterdamie) – kabowerdyjski piłkarz, grający na pozycji środkowego pomocnika w holenderskim klubie PEC Zwolle oraz w reprezentacji Republiki Zielonego Przylądka. Uczestnik Pucharu Narodów Afryki 2021 i 2023.

## Kariera klubowa
Swoją piłkarską karierę Monteiro rozpoczynał w juniorach takich klubów jak: Sparta Rotterdam (do 2011), FC Dordrecht (2011-2012), Hansa Rostock (2012-2013) i FC Anker Wismar (2013-2014). W 2015 został zawodnikiem zespołu SC Cambuur i 19 września 2015 zadebiutował w jego barwach w Eredivisie w zremisowanym 0:0 domowym meczu z FC Twente. W sezonie 2015/2016 spadł z Cambuur do Eerste divisie i w zespole tym grał również w sezonie 2016/2017.
W lipcu 2017 Monteiro został zawodnikiem Heraclesa Almelo, do którego przeszedł za 450 tysięcy euro. 12 sierpnia 2017 zaliczył w nim debiut w Eredivisie w wygranym 2:1 domowym meczu z Ajaksem. W Heraclesie grał przez rok.
W lipcu 2018 Monteiro przeszedł za 3 miliony euro do FC Metz. Swój debiut w Metz zanotował 3 sierpnia 2018 w wygranym 5:1 domowym spotkaniu z US Orléans.
W marcu 2019 Monteiro został wypożyczony do Philadelphia Union. Zadebiutował w tym klubie w Major League Soccer 31 marca 2019 w zwycięskim 2:0 wyjazdowym spotkaniu z FC Cincinnati. W styczniu 2020 został wykupiony przez ten klub za 1,8 miliona euro. Grał w nim do końca sezonu 2021.
W lutym 2022 Monteiro odszedł z Philadelphia Union do San Jose Earthquakes za 400 tysięcy euro. Swój debiut w San Jose zaliczył 27 lutego 2022 w przegranym 1:3 domowym meczu z New York Red Bulls.
| Sezon   | Klub               | Kraj              | Rozgrywki      | Mecze | Gole |
| ------- | ------------------ | ----------------- | -------------- | ----- | ---- |
| 2015/16 | SC Cambuur         | Holandia          | Eredivisie     | 20    | 2    |
| 2016/17 | SC Cambuur         | Holandia          | Eerste divisie | 36    | 4    |
| 2017/18 | Heracles Almelo    | Holandia          | Eredivisie     | 34    | 4    |
| 2018/19 | FC Metz            | Francja           | Ligue 2        | 3     | 0    |
| 2019    | Philadelphia Union | Stany Zjednoczone | MLS            | 26    | 4    |
| 2020    | Philadelphia Union | Stany Zjednoczone | MLS            | 22    | 3    |
| 2021    | Philadelphia Union | Stany Zjednoczone | MLS            | 27    | 2    |

## Kariera reprezentacyjna
W reprezentacji Republiki Zielonego Przylądka Monteiro zadebiutował 29 marca 2016 w przegranym 0:2 meczu kwalifikacji do Pucharu Narodów Afryki z Marokiem, rozegranym w Marrakeszu. W 2022 roku został powołany do kadry na Puchar Narodów Afryki 2021. Na tym turnieju rozegrał cztery mecze: grupowe z Etiopią (1:0), z Burkiną Faso (0:1), z Kamerunem (1:1) i w 1/8 finału z Senegalem (0:2).